# Thank You, Happy Birthday
Thank You, Happy Birthday — второй студийный альбом американской инди-рок-группы Cage the Elephant, выпущенный 1 января 2011 года. Продюсером альбома выступил Джей Джойс, ранее работавший с дебютным альбомом группы. Первый сингл с альбома, «Shake Me Down», возглавил хит-парад Billboard Rock Song с 25 февраля по 5 марта 2011 года.

## Список композиций
| №                   | Название                                                                                         | Длительность |
| ------------------- | ------------------------------------------------------------------------------------------------ | ------------ |
| 1.                  | «Always Something»                                                                               | 3:41         |
| 2.                  | «Aberdeen»                                                                                       | 3:12         |
| 3.                  | «Indy Kidz»                                                                                      | 5:02         |
| 4.                  | «Shake Me Down»                                                                                  | 3:31         |
| 5.                  | «2024»                                                                                           | 3:10         |
| 6.                  | «Sell Yourself»                                                                                  | 2:11         |
| 7.                  | «Rubber Ball»                                                                                    | 3:47         |
| 8.                  | «Right Before My Eyes»                                                                           | 3:14         |
| 9.                  | «Around My Head»                                                                                 | 3:11         |
| 10.                 | «Sabertooth Tiger»                                                                               | 2:51         |
| 11.                 | «Japanese Buffalo»                                                                               | 3:03         |
| 12.                 | «Flow» (содержит скрытый трек, акустическую версию «Right Before My Eyes», начинающуюся на 3:47) | 7:43         |
| Общая длительность: | Общая длительность:                                                                              | 44:47        |

## Участники записи
Cage the Elephant:
- Мэттью Шульц — вокал, фортепиано;
- Линкольн Периш — соло-гитара;
- Брэд Шульц — ритм-гитара, бэк-вокал;
- Дэниел Тиченор — бас-гитара, бэк-вокал;
- Джаред Чемпион — ударные, перкуссия.

Технический состав:
- Jay Joyce — продюсер, сведение, инженер;
- Howie Weinberg — мастеринг;
- Chris Lord-Alge — сведение;
- Andrew Schubert — сведение;
- Brad Townsend — сведение;
- Keith Armstrong — помощь в сведении;
- Nik Karpen — помощь в сведении;
- Jason Hall — инженер;
- Matt Wheeler — помощник инженера;
- Meghan Foley — арт-директор;
- Sandy Kim — фотограф;
- R. Clint Colburn — иллюстрации, лого.

## Критика
| Оценки критиков      | Оценки критиков |
| Источник             | Оценка          |
| -------------------- | --------------- |
| Allmusic             | [ 3 ]           |
| Consequence of Sound | [ 4 ]           |
| The Music Cycle      | [ 5 ]           |
| Rolling Stone        | [ 6 ]           |
| Spin                 | [ 7 ]           |

Альбом получил, в основном, положительные отзывы критиков. Metacritic приводит среднюю оценку 76/100 на основе двадцать одной рецензии. Alternative Press отметил, что запись представляет собой «на удивление хороший альбом». Джон Парелис из The New York Times добавил, что «новый альбом более резкий, буйный, изменчивый и напористый там, где он должен таким быть».